# Флаг Докучаевска
Городской флаг Докучаевска — официальный символ города Докучаевск. Утверждён 26 марта 2003 года решением №4/9-19 сессии городского совета.
Авторы — В.Мартиненко, О.Киричок.

## Описание
Прямоугольное жёлтое полотнище с соотношением сторон 2:3 разделено косыми зелёными полосами. В центре — красный щит с дубом естественного цвета.